# Action contre la faim
Pour les articles homonymes, voir ACF.
Vous pouvez aider à l'améliorer ou bien discuter des problèmes sur sa page de discussion.
- Il ne cite pas suffisamment ses sources. Vous pouvez indiquer les passages à sourcer avec {{référence nécessaire}} ou {{Référence souhaitée}}, et inclure les références utiles en les liant aux notes de bas de page. (Marqué depuis octobre 2021)
- Il a besoin d'un nouveau plan. (Marqué depuis mars 2022)

- Archive Wikiwix
- Bing
- Cairn
- DuckDuckGo
- E. Universalis
- Gallica
- Google
- G. Books
- G. News
- G. Scholar
- Persée
- Qwant
- (zh) Baidu
- (ru) Yandex
- (wd) trouver des œuvres sur Wikidata

Action contre la faim (ACF) est une organisation à but non lucratif créée en 1979 par un groupe d'intellectuels comprenant notamment Alfred Kastler, Bernard-Henri Lévy, Jacques Attali, Françoise Giroud, Marek Halter et Jean-Christophe Victor.
Les objectifs d'Action contre la faim sont d'éliminer la faim par la prévention, la détection et le traitement de la sous-nutrition, en particulier pendant et après les situations d’urgence liées aux conflits et aux catastrophes naturelles. La stratégie de l'ONG est de réduire les conséquences de la faim, de s'adresser à ses causes, et de changer l'image de la faim[pas clair].
En 2018, 21 millions de personnes dans 49 pays ont bénéficié des programmes d'Action contre la faim, qui a employé plus de 7 500 personnes dans ses sièges et sur le terrain[réf. nécessaire]. Le volet Eau, Hygiène et Assainissement (WASH) des projets d'Action contre la faim, a bénéficié à 8,9 millions de personnes dans le monde en 2018[réf. nécessaire]. Les volets Nutrition et Sécurité alimentaire ont bénéficié à 8,8 millions de personnes[réf. nécessaire]. La prépondérance de programmes en eau, hygiène et assainissement menés par l'association est en lien avec sa volonté de réduire la prévalence de maladies hydriques, qui est une cause majeure et un effet de la sous-nutrition.

## Histoire
Cette section ne s'appuie pas, ou pas assez, sur des sources secondaires ou tertiaires indépendantes du sujet.

Pour l'améliorer, ajoutez-en, ou placez des modèles {{Source secondaire souhaitée}} ou {{Source secondaire nécessaire}} sur les passages mal sourcés. (octobre 2021)
Née dans le contexte de la crise afghane en 1979, qui fait suite à la révolution de Saur et débouche sur la Guerre d'Afghanistan (1979-1989), Action internationale contre la faim (l’association s'appelle AICF à sa création) a été fondée par un groupe d'intellectuels français, parmi lesquels Françoise Giroud, Bernard-Henri Lévy, Marek Halter, Alfred Kastler (prix Nobel de physique), Guy Sorman, Jean-Christophe Victor, ainsi qu'un certain nombre de médecins, journalistes, universitaires et écrivains. En 1981, Guy Sorman succède à l'ex-ministre giscardienne Françoise Giroud à la présidence d'AICF.
Alors que jusqu'ici, la lutte contre la faim était intégrée dans des combats plus généraux (lutte contre la pauvreté, lutte pour la santé, etc.), ils ont créé une organisation se consacrant exclusivement au problème de la faim dans son sens le plus large. Elle fait partie de la seconde génération des ONG, celle des « French Doctors », ces médecins français qui en 1968, au moment de la guerre du Biafra, se sont révoltés contre le silence des humanitaires, liés par le secret et pourtant témoins d'horreurs.
L'histoire de l'ONG est marquée par plusieurs temps forts et interventions majeures depuis sa création.Jean-Christophe Victor, attaché culturel de l'ambassade France à Kaboul (Afghanistan) témoigne alors de la famine sévissant dans ce pays communiste lors de la conférence créant l'AICF en novembre 1979 l'association dont les médias se font le relais. Quelques semaines plus tard, dans la nuit du 24 au 25 décembre 1979, démarre l'opération Chtorm-333, deux divisions de l'armée de l'air soviétique atterrissent à Kaboul et à Shinband, dans l'ouest de l'Afghanistan tandis que des unités motorisées stationnées en Ouzbékistan franchissent la frontière. Hafizullah Amin, qui avait été premier ministre de Nour Mohammad Taraki à partir du 27 mars 1979, avat de le renverser le 14 septembre, est à son tour exécuté, par les Spetsnaz, et remplacé par son rival, Babrak Karmal.
Au la même époque, la télévision publique française diffuse l'émission "Les Dossiers de l'écran" du 27 novembre 1979, sur le thème : "Cambodge, un peuple assassiné", où Alain Madelin, rentré le matin du Cambodge, fait sensation en déclarant avoir vu des camions de riz prendre la direction du Vietnam et en demandant pourquoi Heng Samrin, homme politique cambodgien, ex-commandant de division khmer rouge enfui au Viêt Nam en 1978 pour échapper aux purges, affirme n'avoir reçu que 4 039 tonnes d'aide occidentale alors que plus de vingt mille ont déjà été débarquées. Juste après l'émission, le député Jean-Pierre Pierre-Bloch, déjeunant avec Brauman et Malhuret, leur propose une "Marche pour la survie du Cambodge" à la frontière avec la Thaïlande et il est décidé d'y associer Action contre la faim. Ainsi, en 1980, lors du conflit cambodgien, Action contre la faim ouvre une mission d'urgence en Thaïlande qui vient en aide aux réfugiés cambodgiens.
En 1985, à la suite de la famine éthiopienne qui dure depuis plusieurs mois et qui touche 8 millions de personnes et fait 1 million de victimes, Action contre la faim se déploie en urgence dans le pays. L'aide apportée par l'association ne se limite pas aux pays du Sud, ainsi des missions d'urgence sont déployées pour venir en aide aux populations en situation de sous-nutrition lors de la première guerre de Tchétchénie en 1995, ou lors de la guerre du Kosovo en 1999. En 2000, l'ONG suit la tendance de Médecins du monde et de Médecins sans frontières en décidant de fermer sa mission en Corée du Nord, tout en dénonçant l'impossibilité de mettre en œuvre ses programmes d'assistance aux populations en situation de grave famine dans le pays.
En 2002, l’association fait face à une controverse, Sylvie Brunel, démissionne de la présidence de l’organisation 8 mois environ après son élection. Après 17 ans d’engagement dans le milieu humanitaire, elle déclare que ces associations sont devenues un ‘business’ contre lequel elle ne peut pas lutter.
En 2003, Action contre la faim ouvre pour la première fois une mission en Irak.
En 2005, une enquête sur la gestion des dons au sein des ONG est publiée par L'Humanité, 6 mois après le tsunami qui a frappé une partie de l'Asie. Elle révèle le mécontentement et les questionnement d'une partie des donateurs (64% selon l'article), qui seraient insatisfaits du retour d'informations de différentes ONG présentes sur place. De plus, cette enquête fait suite à la polémique qui a éclaté en janvier de la même année, après que Médecins sans frontières ait stoppé sa collecte de dons estimant les besoins pour cette catastrophe surévalués. 90% de l'ensemble des dons récoltes resteraient à dépenser, Action contre la faim aurait utilisé 4,4 millions d'euros sur les 15,2 millions récoltés.
L'année 2006 marque un tournant pour l'association. Le 4 août 2006, au Sri-Lanka, 17 humanitaires salariés d'Action contre la faim sont assassinés par balles dans leurs bureaux. Leur travail dans le pays était lié à un programme ouvert par l'association un an auparavant, afin de venir en aide et d'accompagner les victimes du tsunami de 2004. Ces assassinats, liés aux affrontements entre les Tigres tamouls et les forces armées du gouvernement, lors de la guerre civile du Sri Lanka, constituent alors l'attaque la plus meurtrière envers des travailleurs humanitaires. L'association dénonce ce qu'elle appelle le massacre de Muttur et met en cause les forces de l'Armée sri-lankaise. À la suite de cet événement, Action contre la faim décide de fermer sa mission au Sri-Lanka. En 2019, les coupables du massacre de Muttur restent non-identifiés et par conséquent non-condamnés. Le devoir de reconnaissance et de justice de la part des autorités sri-lankaises vis-à-vis de cet événement est l'un des sujets prioritaires des missions de plaidoyer d'Action contre la faim.[réf. nécessaire]

### Liste des présidents
- 1979-1984 : Alfred Kastler
- 1984-1989 : Françoise Giroud
- 1989-1991 : Guy Sorman
- 1991-1999 : José Bidegain
- 1999-2001 : Roger Godino
- 2001-2002 : Sylvie Brunel
- 2002-2003 : Jacques Serba
- 2003-2006 : Jean-Christophe Rufin
- 2006-2010 : Denis Metzger
- 2010-2013 : Benoît Miribel
- 2013-2016 : Stéphanie Rivoal[10]
- 2016-2019 : Thomas Ribémont[11]
- 2019-2023 : Pierre Micheletti
- Depuis 2023 : Aïcha Koraïchi

## Mission
Cette section ne s'appuie pas, ou pas assez, sur des sources secondaires ou tertiaires indépendantes du sujet.

Pour l'améliorer, ajoutez-en, ou placez des modèles {{Source secondaire souhaitée}} ou {{Source secondaire nécessaire}} sur les passages mal sourcés. (octobre 2021)
La mission d'Action contre la faim consiste à sauver des vies par la prévention, la détection et le traitement de la sous-nutrition, en particulier pendant et à la suite de situations d’urgence et de conflits. Elle centre son intervention sur une approche globale. Ses sept domaines d'activité sont les suivants :
- nutrition et santé ;
- sécurité alimentaire et moyens d’existence ;
- eau, assainissement et hygiène ;
- santé mentale, pratique de soins, genre et protection ;
- plaidoyer ;
- gestion des risques et désastres ;
- recherche.

## Le réseau international Action contre la faim (ACFIN)
Depuis 1995, Action contre la faim a développé un réseau international[réf. nécessaire].
Le réseau Action contre la faim International compte aujourd’hui[Quand ?] sept sièges dans le monde : France, Italie, Espagne, Royaume-Uni, États-Unis, Canada et Allemagne.

## Lieux d'interventions
- 1979 : assistance aux réfugiés afghans au Pakistan (première mission)
- 1982 : mission d’urgence en Thaïlande auprès des réfugiés cambodgiens
- 1985 : mission d’urgence en Éthiopie pour faire face à la famine
- 1990 : aide au peuple kurde en exode pendant la guerre du Golfe
- 1992 : ouverture d’une mission en Bosnie pour apporter une assistance médicale et nutritionnelle aux déplacés
- 1994 : AICF est reconnue d’utilité publique par le ministère de l’Intérieur. Génocide au Rwanda : aide nutritionnelle aux réfugiés
- 1995 : ouverture de la mission Tchétchénie pendant la première guerre russo-tchétchène, début de l'intervention d'ACF en République démocratique du Congo.
- 1996 : AICF devient Action contre la faim
- 1999 : distribution d’urgence au Kosovo
- 2000 : Action contre la faim se retire de la Corée du Nord et dénonce la manipulation de l’aide
- 2003 : ouverture de la mission en Irak
- 2005 : ACF déjà présente sur place répond à l’urgence à la suite du tsunami en Indonésie et au Sri Lanka
- 2006 : dix-sept employés d'ACF sont assassinés au Sri Lanka. En 2015, un rapport de l'ONU sur la guerre civile entre Colombo et les Tigres Tamouls accuse les forces gouvernementales de ces meurtres[13]
- 2017 : menace de famine dans quatre pays, au Yémen, Nigéria, Soudan du Sud et en Somalie. Nouvelle identité de marque Action contre la faim.